# Paranja

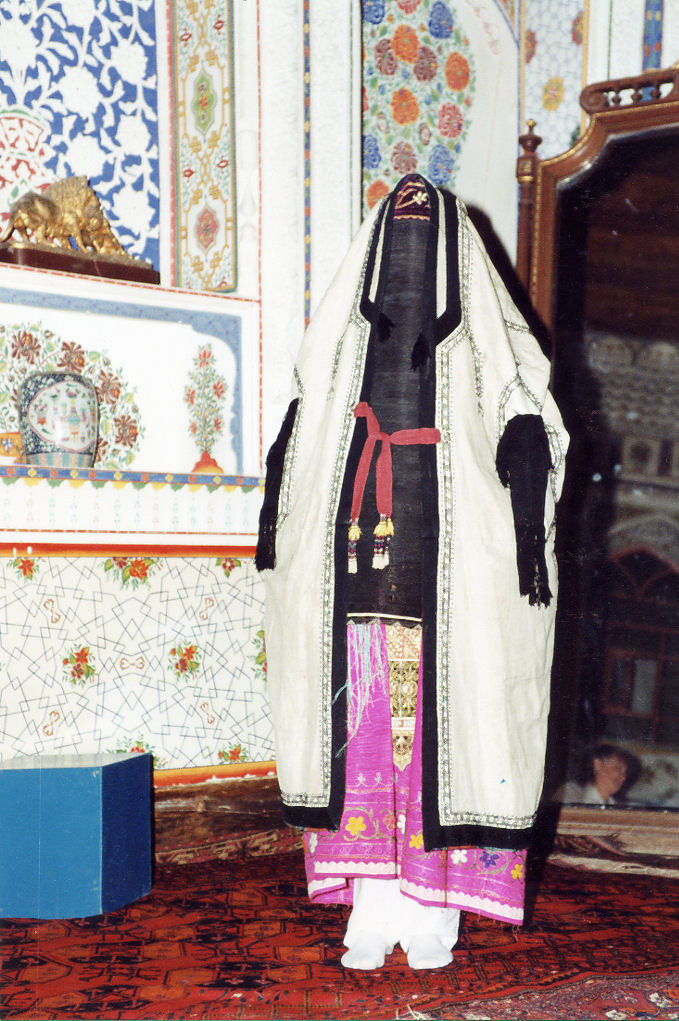
Paranja uzbeko

Il paranja /ˈ pærənˌd͡ʒɑː/ o paranji (da فرنجية паранджа) è un abito tradizionale femminile dell'Asia centrale che copre la testa e il corpo. È anche conosciuto come "burqa" in arabo. È simile nello stile e nella funzione di base ad altre tipologie regionali come il chadari afghano. Il velo tradizionale in Asia centrale indossato prima dei tempi moderni era il faranji. La parte che copriva il viso, nota come chachvan (o chachvon), era pesante e fatta di crine di cavallo. Era particolarmente diffuso tra gli uzbeki e i tagiki urbani. Il paranja veniva indossato in Corasmia e anche durante la dinastia degli Shaybanidi (1510-1600 circa) circa.
Nel 1800, le donne dei tagiki e dei musulmani uzbeki erano obbligate a indossare il paranja quando erano fuori casa. Il paranja e il chachvon erano comuni nel 1917 tra le donne uzbeke urbane dei bacini fluviali meridionali. Esso era indossato meno frequentemente nelle zone rurali e quasi per niente nella steppa nomade.
Un resoconto storico del paranja è di Lord Curzon, che si recò a Bukhara nel 1886. Durante la sua permanenza non vide mai una donna di età compresa tra 10 e 50 anni, perché erano tutte nascoste. I pesanti veli di crine nere di cavallo erano "troppo brutti e ruvidi", le donne che camminavano con abiti blu avvolti liberamente con le maniche vuote appuntate potevano essere "scambiate per vestiti che vagavano" e i grandi stivali di pelle coprivano i loro piedi. Curzon osservò che "le donne di rango e di buon carattere non si avventuravano mai a mostrarsi in nessun luogo pubblico o bazar". Condannò questo come una sorta di tirannia, una nozione di moralità esagerata ed erronea che si trovava ovunque in Oriente, ma non così vistoso come a Bukhara.
La Rivoluzione d'ottobre russa, che portò all'ateismo di stato, tentò di scoraggiare o bandire il velo e il paranja. Lo svelamento da parte dei sovietici fu chiamato hujum nella Repubblica Socialista Sovietica Uzbeka (RSS). Quando i comunisti sovietici si assicurarono il controllo dell'Asia centrale, i chachvan e i paranja furono banditi. I paranja furono bruciati per ordine dei comunisti, che sostenevano la dottrina dell'ateismo marxista-leninista. Negli anni '20 il governo "portò in Asia centrale bande di giovani atei militanti che aggredivano fisicamente le donne, spesso strappando loro il velo dalle facce nelle strade di Tashkent, Samarcanda e di altre città". Tuttavia, alcune donne musulmane che indossavano il velo rispondevano uccidendo le donne che erano state inviate a togliere i loro veli. Alcuni uzbeki si opposero violentemente alle campagne avviate dall'Unione Sovietica contro il paranja, contro i matrimoni infantili e contro la poligamia.
Dopo la dissoluzione dell'Unione Sovietica, il presidente del Tagikistan Emomali affermò che i veli non facevano parte della cultura tagika. Il velo fu attaccato dal governo del presidente kirghiso Almazbek Atambaev. Oggi sono raramente indossati in Asia centrale.